# Onkel Bräsig
Onkel Bräsig ist eine deutsche Fernsehserie, die von 1978 bis 1980 nach der Romanvorlage von Fritz Reuter Ut mine Stromtid gedreht wurde. Als Erzähler diente Uwe Friedrichsen. Die Drehbücher schrieben zumeist Elke Loewe und Eike Barmeyer, Regie führten Volker Vogeler (Staffel 1, Folgen 1–7) und Stanislav Barabáš. Die Drehorte waren allesamt in Schleswig-Holstein und zwar Wulfshagen, Lindauhof, Damp sowie Schleswig und Süderbrarup.
Die ersten beiden Staffeln mit 28 Episoden liefen unter dem Titel Onkel Bräsig. Die letzte Staffel mit 14 Episoden hatte den Titel Onkel Bräsig erzählt. Die Episoden waren in sich abgeschlossen und basierten vornehmlich auf Reuters weiteren Werken Ut de Franzosentid und Ut mine Festungstid. Wenngleich die meisten Darsteller aus der Onkel-Bräsig-Serie darin in nunmehr allerdings anderen und teils wechselnden Rollen wieder mitwirkten, unterschieden sich Erzählweise und Atmosphäre doch stark von derjenigen der ersten beiden Staffeln.

## Inhalt
Erzählt werden Episoden aus dem Leben des Landinspektors Zacharias Bräsig, der in der Mitte des 19. Jahrhunderts auf dem fiktiven Gut Warnitz im Mecklenburgischen lebt. Eine Zeit, die geprägt ist vom allmählichen Fortschritt, wie der Eisenbahn, der industriellen Revolution, Auswanderung nach Amerika und vor allem auch politischen Umwälzungen der Zeit, die selbst vor dem ländlichen Mecklenburg nicht haltmachen. Bräsig erlebt die Not der Menschen auf dem Land, die in finanzielle Schieflage geraten, und setzt sich für sie ein. Vor allem werden aber das immer noch stark verbreitete Verhältnis zwischen Gutsherren und ihren Untergebenen – ein strikt konservatives Gesellschaftsgefüge – dargestellt und die Probleme, die sich daraus ergeben.

## DVD-Veröffentlichung
Die drei Staffeln der Serie sind auf DVD erschienen. Für die Veröffentlichungen zeichnet die ARD bzw. der NDR verantwortlich.

## Episodenliste
1. Staffel (1978)
  1. Die Verlosung
  2. Landsmann ohne Land
  3. Freunde in der Not
  4. Erzieherinnen
  5. Die Wasserkur
  6. Pümpelhagen
  7. Pomuchelskopp
  8. Fritz Triddelfitz
  9. Liebesbriefe
  10. Ein doppeltes Rangdewuh
  11. Herzlich Willkommen
  12. Neuer Herr auf Pümpelhagen
  13. Die Reise zum Landtag
  14. Die Kündigung
2. Staffel (1979)
  1.  Ein neuer Anfang
  2. Die Pastorenwahl
  3. Die Heilquelle
  4. Die Suppenanstalt
  5. Die Komödianten
  6. Der Reformverein
  7. Die Gänserede
  8. Der Pferdeknecht
  9. Der Kriminalakzesser
  10. Minings Hochzeit
  11. Die Verbrüderung
  12. Die Reise mit der Eisenbahn
  13. Das Gewitter
  14. Die Rettung